# Blagoja Georgievski
Blagoja Georgievski (en macédonien : Благоја Георгиевски), né le 15 octobre 1950 à  Skopje (Macédoine, Yougoslavie) et mort le 29 janvier 2020 à Skopje (Macédoine du Nord), est un joueur yougoslave de basket-ball, évoluant au poste de meneur.

## Carrière

### Palmarès
- Finaliste du championnat d'Europe 1971
- Finaliste des Jeux olympiques 1976